# Philip Arthur Fisher
Philip Arthur Fisher (8 settembre 1907 – 11 marzo 2004) è stato un imprenditore e scrittore statunitense, celebre per essere l'autore di Common Stocks and Uncommon Profits, una guida all'investimento rimasta in stampa fin dalla sua prima pubblicazione nel 1958.

## Carriera
La carriera di consulente finanziario di Philip Fisher iniziò nel 1928. Dopo la laurea alla Graduate School of Business Administration di Stanford (in seguito sarebbe tornato ad essere una delle solo tre persone che tenevano corsi sull'investimento), Fisher lavorò come securities analyst per la Anglo London & Paris National Bank di San Francisco; dopo meno di due anni fu nominato direttore del dipartimento di statistica della banca. In seguito, dopo un breve periodo presso una società di brokeraggio, Fisher decise di avviare una propria attività di consulenza, e il 31 marzo 1931 la Fisher & Company cominciò a proporsi ai potenziali clienti. Gestì gli affari della società fino al suo pensionamento nel 1999 all'età di 91 anni, e si dice che abbia reso ai suoi clienti straordinari guadagni di investimento.
Sebbene abbia iniziato circa cinquant'anni prima che il nome Silicon Valley diventasse noto, si è specializzato in società innovative guidate dalla ricerca e sviluppo. Ha praticato investimenti a lungo termine ed ha cercato di acquistare grandi aziende a prezzi ragionevoli. Era una persona molto riservata, rilasciava poche interviste ed era molto selettivo sui clienti. Non era ben noto al pubblico fino a quando non pubblicò il suo primo libro nel 1958, momento in cui la sua popolarità aumentò drasticamente, imponendosi come un vero e proprio pioniere del campo del growth investing. Morningstar lo definì "uno dei grandi investitori di tutti i tempi". Nel suo libro Common Stocks and Uncommon Profits, Fisher afferma che il momento migliore per vendere un titolo era "quasi mai". Il suo investimento più famoso fu l'acquisto di Motorola, società che acquistò nel 1955 quando era un produttore di radio, e la tenne nel proprio portafoglio fino alla sua morte nel 2004.  Fisher è inoltre ricordato per avere utilizzato e diffuso lo strumento "scuttlebutt" o "grape vine", in cui egli cercava meticolosamente informazioni su un'azienda; utilizzando questo strumento, l'investitore può prendere decisioni più consapevoli, avendo una migliore base per l'analisi e la valutazione. 
Suo figlio Kenneth L. Fisher ha anch'egli fondato una società di investimenti, la Fisher Investments.

## Filosofia d'investimento
Fisher era convinto che fosse possibile realizzare utili superiori alla media investendo in società con particolari potenzialità e operando congiuntamente ai manager più capaci. Per identificare queste particolari aziende, Fisher sviluppò un sistema di valutazione che descriveva un'impresa a partire dalle caratteristiche del suo specifico comparto produttivo e del management. 
In particolare, Fisher si focalizzava sulla capacità dell'azienda di produrre vendite e utili sempre maggiori nel corso degli anni, a tassi superiori a quelli medi del settore; per riuscire a fare ciò, secondo Fisher, l'azienda doveva disporre di "prodotti o servizi potenzialmente sufficienti a rendere possibile un aumento sostanziale delle vendite per diversi anni consecutivi". In secondo luogo, Fisher non s'interessava all'incremento su base annua, preferendo invece considerare il successo di un'azienda su un periodo più lungo; difatti, se è vero che le trasformazioni del ciclo economico possono avere delle ricadute su vendite e utili, è pur vero che, nel corso del tempo, solo due tipi di società sono in grado di crescere al di sopra della media: quelle "fortunate e capaci" e quelle "fortunate perché capaci".
Altro elemento fondamentale secondo Fisher sono gli investimenti in ricerca e sviluppo, i quali contribuiscono in modo rilevante alla sostenibilità per una crescita delle vendite superiore alla media. Tuttavia, affinché l'investimento in ricerca e sviluppo si traduca in introiti, è fondamentale che l'azienda svolga "una sapiente commercializzazione" dei prodotti/servizi, affidandosi ad una rete di distributori che aiuti i clienti a comprendere i reali benefici derivanti dall'adozione dei prodotti e dei servizi dell'azienda.
D'altra parte, affinché un'azienda in grado di produrre un incremento superiore alla media nelle vendita possa costituire un ottimo investimento, è indispensabile che essa sia in grado di generare utili per gli azionisti. A tal proposito, infatti, Fisher sostiene che "tutti gli aumenti nelle vendite del mondo non produrranno un veicolo d'investimento adeguato se nel corso degli anni non aumenteranno corrispondentemente gli utili". Tuttavia, affinché un'impresa possa mantenersi remunerativa, è fondamentale che essa sia in grado di abbattere i costi di gestione, cercando di analizzare e comprendere il costo di ogni singola parte del processo produttivo. 
In relazione alla redditività aziendale Fisher tiene in considerazione anche (e soprattutto) la capacità di un'azienda di crescere nel tempo senza ricorrere al finanziamento con mezzi propri, dal momento che se l'unico modo per finanziare la crescita fosse la vendita di quote, il maggior numero di azioni in circolazione bilancerebbe un qualunque vantaggio che la crescita potrebbe apportare agli azionisti. È dunque evidente che un'azienda con margini di profitto elevati ed un'adeguata capacità di controllare i costi fissi e le spese correnti sia maggiormente in grado di autofinanziarsi, senza diluire la proprietà degli azionisti o ricorrere a finanziamenti esterni. 
Un altro parametro che Fisher era solito valutare è la qualità del management. Difatti, le aziende migliori sono anche - e soprattutto - quelle gestite da un management affidabile, che sia deciso a sviluppare nuovi prodotti e nuovi servizi in grado di sostenere l'aumento delle vendite a lungo nel tempo e che non sia interessato esclusivamente al proprio tornaconto personale. Per verificare le intenzioni del management, Fisher suggerisce di osservarne le modalità di comunicazione con gli azionisti, soprattutto nei periodi difficili.
Alla base della filosofia d'investimento di Fisher c'è la convinzione secondo cui per investire è indispensabile conoscere e capire fino in fondo un'impresa, limitandosi a prendere in considerazione solo aziende e settori che rientrano nel proprio ambito di competenza. D'altra parte, poiché un simile approccio richiede tempo ed energie, Fisher suggerisce di limitare drasticamente il numero di società di cui detenere titoli, preferendo investire in poche aziende di prestigio piuttosto che in molte aziende che rientrano nella media. Difatti, i portafogli di Fisher includevano non più di 10 titoli, di cui 3 o 4 rappresentavano il 75% dell'investimento complessivo.

## Libri
- Paths to Wealth through Common Stocks, Prentice-Hall, Inc., 1960
- Conservative Investors Sleep Well, Harper & Row, 1975
- Developing an Investment Philosophy (Monograph), The Financial Analysts Research Foundation, 1980
- Common Stocks and Uncommon Profits, Harper & Brothers; Revised edition (December 1960)